# 最美奋斗者
最美奋斗者，又称新中国最美奋斗者，是中共中央办公厅、中华人民共和国国务院办公厅为庆祝中华人民共和国成立70周年设立的表彰称号。

## 过程
中华人民共和国70周年评选最美奋斗者之前，人民日报社《民生周刊》杂志社等联合主办的中国民生发展论坛多次组织过全国的“最美奋斗者”称号评比，但与此关系不大。
2019年5月，中共中央办公厅、国务院办公厅印发了《关于隆重庆祝中华人民共和国成立70周年广泛组织开展“我和我的祖国”群众性主题宣传教育活动的通知》。
活动自6月中旬启动，活动主要由推荐报送、群众投票、审核公示、宣传发布、学习践行等环节组成，评选表彰“新中国成立70年来各地区各行业各领域涌现出来的、来自生产一线、群众身边的先进模范”。
9月15日，发布《关于“最美奋斗者”建议人选的公示》，公开“最美奋斗者”人选，公示时间从2019年9月15日起，至9月20日止。同时将“最美奋斗者”评选表彰名额由最初的200名调整为300名。
“最美奋斗者”表彰大会25日上午在北京举行。王沪宁会见了受表彰人员和亲属代表，黄坤明参加会见并在表彰大会上宣读了习近平的指示，孙春兰、陈希、苗华亦在场与会。中央宣传部、中央组织部、中央统战部、中央和国家机关工委、中央党史和文献研究院、教育部、人力资源社会保障部、国务院国资委、中央军委政治工作部正式决定授予278名个人、22个集体“最美奋斗者”称号。
此后，“最美奋斗者”成为中国大陆爱国教育常见词汇，并延伸出“最美抗疫奋斗者”“最美脱贫攻坚奋斗者”等词，后“最美奋斗者”入选国家语言资源监测与研究中心在北京发布的“2019年中国媒体十大流行语”。“最美奋斗者”名单入选了在文革时期被处决后被平反的张志新，有媒体认为“这是近年来中共最高层对已获平反的中共文革受害者，授予最高级别的荣誉称号。”

## 获奖者

### 个人
于蓝、于漪、于海俊、卫兴华、马万水、马六孩、马凤山、马永顺、马伟明、马恒昌、马海德、马寅初、马善祥、乌国庆、孔祥瑞、孔繁森、支月英、文花枝、文朝荣、方工、毛岸英、毛秉华、王伟、王刚、王昆、王杰、王波、王选、王瑛、王书茂、王文教、王乐义、王永志、王传喜、王有德、王伯祥、王启民、王进喜、王忠心、王忠诚、王泽山、王顺友、王继才、王仕花夫妇、王崇伦、王辅成、王逸平、邓迎香、邓前堆、韦昌进、巨晓林、兰辉、冉绍之、包起帆、卢永根、史光柱、史来贺、叶欣、叶连平、叶培建、尼玛顿珠、布茹玛汗·毛勒朵、甘远志、甘祖昌、龚全珍夫妇、申纪兰、申亮亮、白方礼、艾热提·马木提、任长霞、任红梅、任继周、伊斯雷尔·爱泼斯坦、刘芳、刘永坦、刘传健、刘英俊、刘厚彬、刘铭庭、向秀丽、吕玉兰、吕建江、吕榕麟、孙波、孙滔、孙永才、尖措、廷·巴特尔、曲建武、朱彦夫、许振超、许海峰、贠恩凤、邢继、邢燕子、那迪拜克·阿瓦孜拜克、何镜堂、余元君、余留芬、冷鹏飞、吴大观、吴仁宝、吴天祥、吴文俊、吴亚琴、吴运铎、吴金印、吴登云、宋鱼水、宋嗣海、库尔班·尼亚孜、库尔班·吐鲁木、张华、张劼、张超、张楠、张飚、张玉滚、张孝骞、张志新、张国春、张秉贵、张保国、张海迪、张富清、张瑞敏、张黎明、时传祥、李中华、李向前、李向群、李延年、李进祯、李林森、李保国、李泉新、李桂林、陆建芬夫妇、李桓英、李素丽、李培斌、李雪健、李登海、李新民、杜丽群、杜富国、杨万基、杨业功、杨怀远、杨连弟、杨根思、杨雪峰、杨善洲、汪勇、苏宁、谷文昌、邱少云、邱光华、邱娥国、邹碧华、闵恩泽、陈征、陈贤、陈俊武、陈清洲、陈景润、陈嘉庚、麦贤得、其美多吉、卓嘎、央宗姐妹、单杏花、周令钊、周恩义、孟泰、孟二冬、孟祥飞、尚金锁、岳振华、杰桑·索南达杰、林巧稚、林秀贞、林俊德、欧阳海、罗阳、罗健夫、罗盛教、范玉恕、茅以升、郑守仁、郑学勤、郑垧靖、郑培民、郑德荣、金玉琴、金茂芳、金春燮、侯隽、南仁东、姚玉峰、柯小海、祝榆生、胡仁宇、胡福明、草原英雄小姐妹龙梅、玉荣、贺星龙、赵亚夫、郝振山、赵梦桃、钟扬、钟南山、凌尚前、夏菊花、容国团、徐虎、徐立平、柴生芳、格扎、秦怡、秦文贵、秦振华、袁庚、袁隆平、贾立群、郭兰英、郭兴福、郭明义、都贵玛、铁飞燕、顾方舟、高凤林、高铭暄、高德荣、尉凤英、屠呦呦、崔光日、崔根良、崔道植、常香玉、梁军、梅兰芳、梅汝璈、阎肃、黄大发、黄大年、黄文秀、黄旭华、黄志丽、黄继光、彭加木、斯霞、焦裕禄、蒋佳冀、蒋筑英、谢晋、谢高华、谢彬蓉、韩素云、鲁冠球、满广志、窦铁成、裘志新、裘法祖、赖宁、路遥、雷云、雷锋、鲍新民、廖俊波、裴春亮、谭彦、谭千秋、谭旭光、谭清泉、赛福丁·伊斯热依力、鲜学福、樊锦诗、潘建伟、燕振昌、薛莹、戴明盟、魏德友

### 团体
- “863”计划倡导者
- 八步沙林场“六老汉”三代人治沙造林先进群体
- 小岗村“大包干”带头人
- 火箭军某洲际战略导弹旅
- “毛泽东号”机车组
- 中国人民解放军航天员群体
- 中国女排五连冠群体
- 中船重工第七六〇研究所抗灾抢险英雄群体
- 载人深潜英雄集体
- “两弹一星”先进群体
- 苏尼特右旗乌兰牧骑红色文艺轻骑兵
- 红旗渠建设者
- 西安交通大学“西迁人”爱国奋斗先进群体
- 陆军某部“大功三连”
- 陆军某部“南京路上好八连”
- 国家测绘地理信息局第一大地测量队
- 河北塞罕坝林场先进群体
- 空军八一飞行表演队
- 海军372潜艇先进群体
- 航天科技“北斗”团队
- 航天科技“神舟”团队
- 航天科技“嫦娥”团队